# Masacre de La Coprera

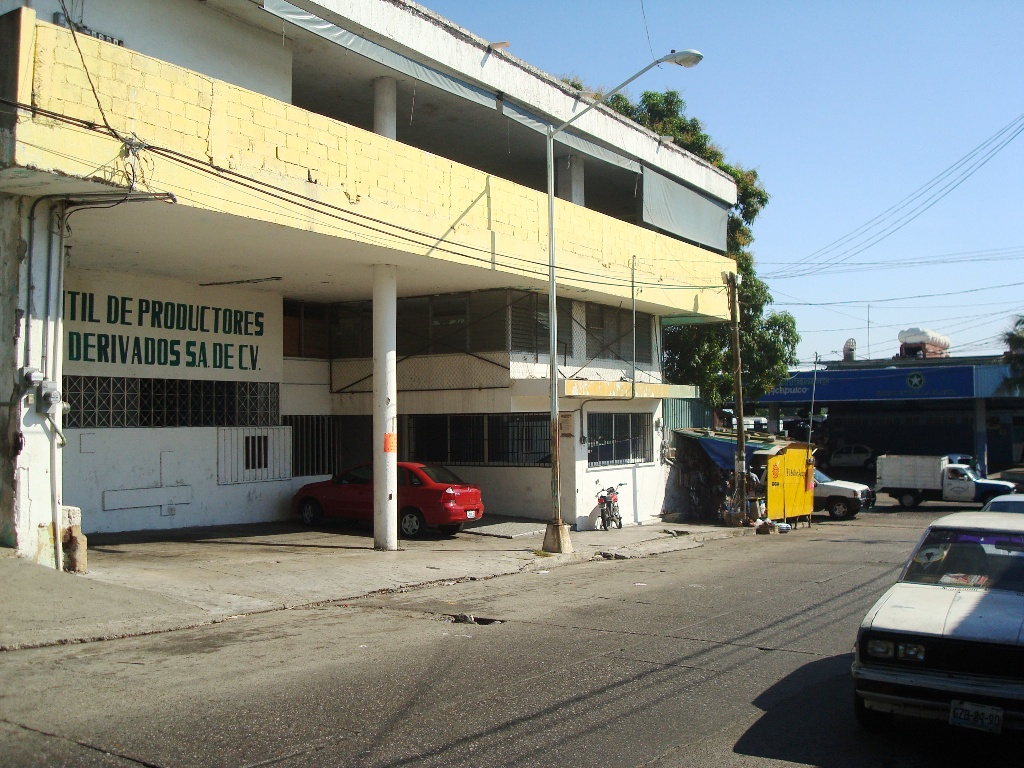
Edificio de la Unión Mercantil de Productores de Coco y sus Derivados S.A. de C.V. (La Coprera) en la esquina oriente de la calle 6 y avenida Ejido donde el 20 de agosto de 1967 se protagonizó la cruenta masacre de copreros en Acapulco (Foto 2007).

La masacre de los copreros en Acapulco o de la La Coprera ocurrió el domingo 20 de agosto de 1967 en el puerto de Acapulco, Guerrero, al sur de México. Sucedió cuando líderes de la Unión Regional de Productores de Copra del Estado de Guerrero, mediante pistoleros confabulados con el PRI durante la Guerra Sucia, abrieron fuego reprimiendo a alrededor de 800 campesinos copreros que intentaban ingresar al edificio de dicha sede —conocida como La Coprera— en donde se llevaría a cabo un congreso y se manifestarían en contra de la reciente elección de Jesús Flores Guerrero para presidente de dicha organización y de un impuesto de 13 centavos al kilogramo de copra que se había aplicado previamente. 
El número de muertos no se ha sabido exactamente. En un principio, fuentes oficiales informaron de la muerte de 27 personas (en su mayoría campesinos copreros) y 120 heridos. Otras versiones sostienen la muerte de alrededor de 80 personas. En 2007, después de la reconstruir el recuento de víctimas mortales, el líder de la URPCEG Jorge Luis Salas Pérez, confirmó oficialmente la muerte de 38 personas en total y más de 100 heridos.

## Antecedentes
El 23 de abril de 1967, se celebrarían las elecciones para suceder al presidente de la Unión Regional de Productores de Copra del Estado de Guerrero, cargo que ejercía Rosendo Ríos Rodríguez. Para ello, la Confederación Nacional Campesina (CNC) envió a Rubén Zuno Arce y Guillermo González Martínez para dar pie a la organización de dicho proceso electoral. En las candidaturas, figuraban Julio Berdeja Guzmán, Jesús Flores Guerrero y Lucio Ríos Gutiérrez resultando electo Jesús Flores Guerrero con un total de 1,964 votos de un padrón de alrededor de 15 mil socios. Dicho triunfo sería motivo de inconformidad y una gran parte de los militantes de la CNC decidieron separarse de dicha organización. Aquellos grupos opositores recurrieron a la orientación del diputado federal César del Ángel, quien después de realizar visitas en la zona coprera y a más de cien ejidos de la costa, acordaron celebrar un Congreso de la Unión Regional de Productores de Copra del Estado de Guerrero (URPCEG). Dicho congreso, tendría como objeto mostrar su disidencia ante la fraudulenta elección de Flores Guerrero y lograr su destitución para así realizar nuevamente una elección para el cargo. También se contemplaba la suspensión de un impuesto de 13 centavos por kilogramo de copra y restituirlo a 3 centavos como se venía aplicando anteriormente. Después de que creciera la agitación campesina en las regiones de la Costa Grande y Costa Chica del estado por esta situación, el entonces gobernador del estado Raymundo Abarca Alarcón buscó la manera de que el líder de la CNC, Amador Hernández González, "disciplinara" a César del Ángel no logrando su objetivo.
Aquel movimiento opositor a Flores Guerrero, lideriado por Julio Berdeja Guzmán y por César del Ángel, definió celebrar un congreso el día 20 de agosto de 1967 en el edificio de la Unión Regional de Productores de Copra del Estado de Guerrero, localizado en la esquina oriente de la calle 6 y avenida Ejido de la Colonia Bella Vista en Acapulco. 
Al tener cuenta la organización de este evento, el gobernador Raymundo Abarca Alarcón junto con la agrupación líder de la URPCEG, facilita el acopio de armas en poder de pistoleros profesionales con objeto de fraguar un atrincheramiento ese mismo día en el edificio de la URPCEG (La Coprera) y repeler a los asistentes inconformes. El 15 de agosto, Jesús Orduña Mejía, miembro de la Asociación Cívica Guerrerense, tuvo conocimiento anticipadamente de esta confabulación y se lo notificó al activista Genaro Vázquez Rojas, quien mediante dicha asociación difundió aquel plan, mismo que no sería acreditado como cierto.

## La masacre
El 20 de agosto, un grupo de alrededor de 800 campesinos copreros inconformes se reunieron en un establecimiento comercial conocido como Aluminio Galvanizado de Acapulco en la avenida Ejido de la ciudad de Acapulco donde realizaron un mitin. El grupo disidente, ya advertido de que se le esperaba con gente armada en el edificio, avanzó pacíficamente sobre dicha avenida hasta llegar a La Coprera. Cuando intentaban ingresar, grupos de pistoleros ubicados estratégicamente en el inmueble y en los establecimientos frente al edificio, abrieron fuego sobre la multitud. Un primer recuento de los cuerpos deja un saldo de 21 personas muertas y 37 heridos. Por otro lado, fuentes militares dieron cuenta de 40 personas muertas y cientos de heridos. Para la masacre, fueron contratados pistoleros profesionales del estado de Guerrero, entre los que destacan: Constancio Hernández El Zanatón, Gregorio Chávez El Animal; Eduardo Radilla El Niño, y los hermanos Gonzalo, Demetrio, Luis e Isabel Gallardo Solís, así como elementos de la Policía Judicial del Estado. Al culminar la matanza, arribaron tropas federales del ejército al lugar y detuvieron a 44 personas, entre ellas los líderes de la URPCEG, Jesús Flores Guerrero, Eligio Serna Maciel, Severiano Ibarra Rivera y Amador Campos fueron trasladados al Cuartel de la Zona Militar y otros 171 a la Cárcel Municipal de Acapulco. Tras la detención, el ejército localizó en el interior de La Coprera, más de 70 rifles M1 y varios M2; seis escopetas de diversos calibres, 22 pistolas 380 y otras 30 calibre 38 súper y decenas de ametralladoras tipo Mendoza. Más tarde, a las 19:00 horas, 14 personas en su mayoría implicadas como autores de la masacre, serían liberadas.

## Fuente
Entrevista directa con el licenciado Manuel Añorve López, abogado defensor de 80 de los 87 detenidos por los hechos. Publicado en Novedades Acapulco el 13 y 14 de noviembre de 2009.